# Masterpieces (album av Hammerfall)
Masterpieces är ett samlingsalbum av Hammerfall, som innehåller alla deras coverlåtar inspelade mellan 1997 och 2008. Albumet släpptes på Nuclear Blast den 27 juni 2008. De flesta av låtarna är tidigare släppta på olika skivor eller singlar. "Child of the Damned" är med på debutskivan Glory to the Brave, "Ravenlord" släpptes som bonusspår på vissa utgåvor av samma skiva. "Back to Back" är med på Legacy of Kings och "Angel of Mercy" är med på Crimson Thunder. Vissa utgåvor av Crimson Thunder har även "Rising Force" och "Detroit Rock City" som bonusspår. Större delen av de resterande låtarna är inspelade sedan innan, och finns som b-sidor på singlar. Endast de sista fem låtarna på samlingen är nyinspelade.

## Låtlista
1. "Child of the Damned" (Warlord) – 3:44
2. "Ravenlord" (Stormwitch) – 3:33
3. "Eternal Dark" (Picture) – 3:10
4. "Back to Back" (Pretty Maids) – 3:40
5. "I Want Out" (Helloween) – 4:39
6. "Man On the Silver Mountain" (Rainbow) – 3:27
7. "Head Over Heels" (Accept) – 4:38
8. "Run With the Devil" (Heavy Load) – 3:38
9. "We're Gonna Make It" (Twisted Sister) – 3:37
10. "Breaking the Law" (Judas Priest) – 2:14
11. "Angel of Mercy" (Chastain) – 5:42
12. "Rising Force" (Yngwie Malmsteen) – 4:31
13. "Detroit Rock City" (Kiss) – 3:56
14. "Crazy Night" (Loudness) – 3:41
15. "När vindarna viskar mitt namn" (Roger Pontare) – 3:09
16. "Flight of the Warrior" (Riot) – 4:22
17. "Youth Gone Wild" (Skid Row) – 3:20
18. "Aphasia" (Europe) – 2:34